# 正阳中路站
正阳中路站是青岛地铁1号线的地铁车站，位于中华人民共和国山东省青岛市城阳区中城路与正阳中路交叉口，于2020年12月24日开通。

## 车站结构
正阳中路站位于中城路与正阳中路交叉口，沿中城路设置，呈南北走向，为地下两层岛式站台车站，车站长499米，标准段宽22.9米，车站地下一层为站厅层，地下二层为站台层，站台设置全高站台门。车站北侧设有两条存车线。
| 地面              | 出入口 | A、B、C、D出入口                                                                                        |
| 地下一层          | 站厅   | 客服中心、自动售票机、验票机                                                                            |
| 地下二层          | 站台   | \| \| \| 1号线往东郭庄（农业大学） \| \| 島式 · 開左邊车门 \| \| \| \| \| \| 1号线往王家港（小寨子） \| |
|                   |        | 1号线往东郭庄（农业大学）                                                                               |
| 島式 · 開左邊车门 |        | |
|                   |        | 1号线往王家港（小寨子）                                                                                 |

## 出入口
正阳中路站共设4个出入口，各出口及周围设施如下所示：
| 编号                | 指示                     | 建议前往的目的地                 | 图片 |
| ------------------- | ------------------------ | -------------------------------- | ---- |
| A · 出口            | 正阳中路(南)，中城路(西) |                                  |      |
| B · 出口 · （设有） | 正阳中路(北)，中城路(西) | 青岛市城阳区人力资源和社会保障局 |      |
| C · 出口            | 正阳中路(北)，中城路(东) | 青岛市城阳区人民政府             |      |
| D · 出口            | 正阳中路(南)，中城路(东) | 人民广场                         |      |
| 图例： 设有         |                          |                                  |      |

## 接驳交通

### 公交车
- 中城路正阳中路：117路，373路，634路，775路，915路
- 正阳中路中城路：117路，373路，768路，901路，902路，907路，909路，912路，915路，916路，929路，930路，940路，943路

## 车站历史
本站工程名与公示名为正阳路站，正式站名为正阳中路站，以车站横跨的正阳中路命名。
- 2018年9月28日，车站主体结构封顶[2]。
- 2020年12月24日，车站随1号线北段通车开通[1]。